# إطلاق النار في مونتيري بارك 2023
وقع إطلاق نار جماعي في مونتيري بارك، كاليفورنيا، الولايات المتحدة في 21 يناير 2023. قُتل 11 شخصًا وأصيب تسعة آخرون. وقع إطلاق النار بعد احتفال بالعام القمري الجديد أقيم في Star Ballroom Dance Studio، في حوالي الساعة 10:22 مساءً توقيت المحيط الهادي (UTC-8). تمكنت الشرطة من تحديد هوية المسلح الذي ارتكب الجريمة، واسمه "هو كان تران Huu Can Tran" وعمره 72 عاما. وقد تُوفي ببسبب إصابته بطلق ناري أثناء مواجهة مع شرطة توررانسي في اليوم التالي. ويُعد ذلك أعنف إطلاق نار جماعي في تاريخ مقاطعة لوس أنجلوس.

## خلفية
يقع مونتيري بارك Monterey Park في وادي سان غابرييل في مقاطعة لوس أنجلوس ويبعد قرابة 7 ميل (11 كـم) شرق وسط مدينة لوس أنجلوس. ويُعد جيبًا صينيًا ؛ وقد أصبحت المدينة هي الأولى في البر الرئيسي للولايات المتحدة ذات الأغلبية من أصل آسيوي (حاليًا بنسبة 61.1 ٪). تجمع عشرات الآلاف من الأشخاص في مكان قريب في 21 يناير، ليلة رأس السنة القمرية الجديدة لبدء المهرجان الذي يستمر لمدة يومين، وهو أحد أكبر احتفالات رأس السنة القمرية الجديدة في جنوب كاليفورنيا. كان من المقرر أن ينتهي المهرجان في الساعة 9:00 مساء في ذلك اليوم ويستمر في اليوم التالي. أُلغي احتفال اليوم الثاني بعد تلك الحادثة. لم يكن مكان الحادث الذي أقام حفل العد التنازلي لرأس السنة القمرية الجديدة من الساعة 8:00 مساءً حتى 12:30 صباحًا، جزءًا من المهرجان.

## الأحداث

### إطلاق النار في مونتري بارك
أُبلغ عن حادث إطلاق النار في Star Ballroom Dance Studio، وهو استوديو مملوك للصينيين جرى افتتاحه في عام 1990 في المبنى رقم 100 في شارع West Garvey، بالقرب من تقاطع شارع Garfield، في الساعة 10:22 مساءً وقد فر المسلح من مكان الحادث. استجابت شرطة مونتيري بارك في غضون ثلاث دقائق من أول مكالمة، ووجدت "الأفراد يفرون من الموقع" عند وصولها. ونُقل عشرة أشخاص الى المستشفيات المحلية. استخدم المسلح مسدسًا نصف آلي من طراز MAC-10. وصف روبرت لونا، عمدة المقاطعة، المسلح بأنه رجل آسيوي يرتدي سترة جلدية سوداء، وقبعة صغيرة سوداء وبيضاء، ونظارة.
أطلق تران 42 طلقة أثناء الهجوم في قاعة الرقص. وقال شاهد لم يذكر اسمه لوسائل الإعلام إن المسلح "وجد زوجته هناك" في صالة الرقص ثم بدأ "بإطلاق النار على الجميع" في القاعة، وأطلق النار على بعض الضحايا مرة أخرى أثناء سيره.

### حادثة قصر ألهامبرا
وقع الحادث الثاني بعد حوالي 17 دقيقة من إطلاق النار في مونتيري بارك، على مسافة 3 ميل (4.8 كـم) في قصر ألهامبرا. حيث دخل مسلح قاعة Lai Lai Ballroom and Studio في South Garfield Avenue، وقام شخص يُدعى براندون تساي، وهو مبرمج كمبيوتر يبلغ من العمر 26 عامًا تمتلك عائلته قاعة Lai Lai وتعيش في سان مارينو، بمواجهة المسلح وحده في الردهة، وأخذ البندقية من الرجل، وصده قبل الاتصال بالشرطة.
بعد ذلك، هرب المسلح في شاحنة بضائع بيضاء من طراز شيفروليه إكسبريس 3500. حُددت لاحقًا هوية المُسلح الذي أطلق النار في مونتيري بارك. حيث حددت السلطات اسمه ووصفه.

### انتحار المسلح
في 22 يناير، وعلى بُعد ما يقرب من 22 ميل (35 كـم) بعيدًا عن موقع محاولة إطلاق النار الثانية في قصر ألهامبرا، أوقفت الشرطة شاحنة تطابق وصف الشاحنة التي شوهدت وهي تغادر قصر ألهامبرا في موقف للسيارات في توررانسي، بالقرب من تقاطع سيبولفيدا وجادات هوثورن. ويبدو أن لوحات تسجيل الشاحنة قد سُرقت. عندما اقترب الضباط من الشاحنة، سمعوا طلقة واحدة قادمة من داخل الشاحنة، فتراجع الضباط وطلبوا من الوحدات التكتيكية الرد. وخلال المواجهة، لاحظ الضباط من مركباتهم المدرعة وعبر كاميرا مركبة بدون طيار، الرجل في مقعد السائق وهو يتدلى على عجلة القيادة في الشاحنة. حيث مات المُسلح بسبب إصابته بطلق ناري في رأسه من مسدس نورينكو 7.62 × 25 ملم.
تأكدت الشرطة أنه هو نفسه المسلح المسؤول عن إطلاق النار في مونتيري بارك وقصر ألهامبرا.

## الضحايا
قتل في مكان الحادث عشرة أشخاص – خمسة رجال وخمس نساء – وتوفي شخص آخر في المستشفى في اليوم التالي للهجوم. وأصيب تسعة آخرون في إطلاق النار، ظل سبعة منهم في المستشفى حتى 22 يناير، وكان بعضهم في حالة حرجة.
يُعد هذا الحادث هو الحادث الأكثر دموية في تاريخ مقاطعة لوس أنجلوس، حيث تجاوز عدد القتلى في مذبحة كوفينا في عام 2008 ؛ والتي قُتل فيها عشرة أشخاص بينهم المسلح في ذلك اليوم.

## مرتكب الجريمة
حُددت هوية المسلح، واسمه "هوو كان تران"، ويبلغ من العمر 72 عامًا. أشارت نسخة من شهادة زواجه إلى أنه من الصين، على الرغم من أن وثيقة الهجرة أشارت إلى أنه ولد في فيتنام. حصل تران على الجنسية الأمريكية عام 1990 أو 1991.
وقد استقر تران في سان غابرييل وعاش هناك لمدة 22-23 عامًا. باع تران منزله في سان غابرييل في عام 2013، والذي كان على بعد خمس دقائق بالسيارة من قاعة الاحتفالات. وفي وقت إطلاق النار، كان يعيش في منزل متنقل، في مجتمع كبير في هيميت، وهي ضاحية تبعد حوالي 85 ميل (137 كـم) شرق لوس أنجلوس. وكان قد اشترى ذلك المنزل في عام 2020.
التقى تران بزوجته في أواخر التسعينيات في Star Ballroom Dance Studio، وتزوجا في عام 2001. وبعد أربع سنوات، تقدم تران بطلب للطلاق، وجرى الموافقة عليه في عام 2006. ذكرت زوجة تران السابقة أنه لم يكن عنيفًا أبدًا أثناء حياتهما معًا، ولكنه كان "سريعًا الغضب".
أُدين تران بحيازة سلاح ناري بشكل غير قانوني في عام 1990، ولكن لم يكن لديه تاريخ إجرامي خلاف ذلك. بعد إطلاق النار، فتشت السلطات منزل تران بموجب مذكرة تفتيش. وعثر بمنزله على بندقية من عيار 308، ومئات من طلقات الذخيرة، وعناصر تشير إلى أن تران كانت يصنع كاتم صوت للأسلحة النارية.

## ردود الفعل
أصدر الرئيس جو بايدن تعليماته إلى مكتب التحقيقات الفيدرالي بتقديم الدعم الكامل للسلطات المحلية أثناء مطاردة المسلح. وقدم لاحقًا تعازيه لأُسر الضحايا، وأمر بتنكيس الأعلام في البيت الأبيض حِدادًا على الضحايا. ووصفت كارين باس عمدة لوس أنجلوس إطلاق النار بأنه "كارثي للغاية"، وقال الحاكم جافين نيوسوم إنه "يراقب الوضع عن كثب".
أُلغي اختفال اليوم الثاني من مهرجان السنة القمرية الجديدة في مونتيري بارك. وجرى تكثيف الاستعدادات الأمنية قبل احتفالات رأس السنة القمرية الجديدة في مدينة نيويورك وميامي ولوس أنجلوس.
صرحت أستاذ علم الاجتماع والدراسات الأمريكية الآسيوية في جامعة كاليفورنيا، مين زو، أن إطلاق النار جزء من نمط أوسع لثقافة السلاح في الولايات المتحدة و"العنف ضد الآسيويين في السنوات الأخيرة، خاصة أثناء الوباء "، وأضافت قولها: "إن العنف زاد من جو الخوف لدى الآسيويين والأمريكيين الآسيويين".